# 苍眉蝗莺
苍眉蝗莺（学名：Helopsaltes fasciolatus）为蝗鶯科蝗莺属的鸟类。庫頁島蝗鶯過去曾被認為與其為同種異名。
其种加词“fasciolata”意为“有条带的”。

## 分布與棲地
這種小型雀形目鳥類繁殖於西伯利亞南部、中國東北部的黑龍江和韓國。牠們為遷徙鳥類，冬季遷往東南亞。
在中国大陆，分布于内蒙古、黑龙江、辽宁、河北、河南、山东、江苏、浙江、福建等地。该物种的模式产地在印度尼西亚。
此物種棲息於低地和沿海地區，築巢於森林或灌木叢中。

## 描述
體型接近大葦鶯的大小。成鳥的背部為無斑點的橄欖褐色，胸部為均勻的灰色，腹部則為黃褐色，尾下覆羽為無斑的暗橙色。
牠的鳴唱是一個簡短的樂句，聲音響亮且獨特；與歐洲蝗鶯屬（Locustella）鶯類發出的昆蟲般的顫音不同，比小蝗鶯的鳴聲更具音樂性。